# Геккель, Иоганн Адам
Иоганн Адам Геккель (нем. Johann Adam Heckel; 14 июля 1812, Адорф, Фогтланд — 13 апреля 1877, Бибрих, Пруссия) — немецкий конструктор музыкальных инструментов.

## Биография
В 1830 году предложил конструктивно новый тип фагота. В 1831 году Геккель и Карл Альменредер основали фирму Almenräder und Heckel (ныне — Wilhelm Heckel GmbH) и начали выпускать «фагот Геккеля и Альменредера». В 1845 году Геккель стал придворным мастером инструментов герцога Нассауского. В следующем году Альменредер скончался, и Геккель стал единоличным владельцем фирмы.
На протяжении многих лет работал над конструктивным усовершенствованием фагота. Более выдающимся конструктором, однако, был сын и наследник Геккеля Вильгельм, который изобрел геккельфон.